# モダール
モダール(modal)は、レーヨンの一種で、パルプを原料とした半合成セルロース繊維である。吸放湿性、質感、保温性に特徴がある。モダール単独、あるいは混紡素材として布地にされ、タオルなどの日用品や下着などの衣類に用いられることが多い。モダールを使った布地は独特の手触りと光沢があり、シルクを想起させる。